# 45855 Susumuyoshitomi
45855 Susumuyoshitomi este o planetă minoră (asteroid), cu un diametru de 3,086 km, din centura de asteroizi. A fost descoperită pe 3 octombrie 2000 la Bisei Spaceguard Center⁠(d) de BATTeRS⁠(d). 
Obiectul prezintă o orbită caracterizată de o semiaxă mare de 2,3515906853306 UAi, o excentricitate de 0,22189845881906, o înclinație de 1,6097754079394 ° în raport cu ecliptica.